# Australian Open 1982
Die Australian Open 1982 fanden vom 29. November bis 13. Dezember 1982 statt. Es handelte sich um die 15. Australian Open seit Beginn der Open Era und die 71. Auflage des Grand-Slam-Turniers in Australien.
Titelverteidiger im Einzel waren Johan Kriek bei den Herren sowie Martina Navratilova bei den Damen. Im Herrendoppel waren dies Mark Edmondson und Kim Warwick, im Damendoppel Kathy Jordan und Anne Smith.

## Herreneinzel

### Setzliste
| Nr. | Spieler        | Erreichte Runde |
| --- | -------------- | --------------- |
| 01. | Johan Kriek    | Sieg            |
| 02. | Steve Denton   | Finale          |
| 03. | Mark Edmondson | 1. Runde        |
| 04. | Brian Teacher  | Viertelfinale   |
| 05. | Tim Mayotte    | 3. Runde        |
| 06. | Hank Pfister   | Halbfinale      |
| 07. | John Alexander | Achtelfinale    |
| 08. | Chris Lewis    | 3. Runde        |

| Nr. | Spieler         | Erreichte Runde |
| --- | --------------- | --------------- |
| 09. | John Sadri      | Achtelfinale    |
| 10. | Tim Wilkison    | 3. Runde        |
| 11. | Jeff Borowiak   | Achtelfinale    |
| 12. | Víctor Pecci    | 1. Runde        |
| 13. | Phil Dent       | Achtelfinale    |
| 14. | Russell Simpson | 2. Runde        |
| 15. | Fritz Buehning  | 1. Runde        |
| 16. | Paul McNamee    | Halbfinale      |

## Dameneinzel

### Setzliste
| Nr. | Spielerin           | Erreichte Runde |
| --- | ------------------- | --------------- |
| 01. | Martina Navratilova | Finale          |
| 02. | Chris Evert-Lloyd   | Sieg            |
| 03. | Andrea Jaeger       | Halbfinale      |
| 04. | Wendy Turnbull      | Viertelfinale   |
| 05. | Pam Shriver         | Halbfinale      |
| 06. | Hana Mandlíková     | 2. Runde        |
| 07. | Barbara Potter      | Achtelfinale    |
| 08. | Mima Jaušovec       | 2. Runde        |

| Nr. | Spielerin            | Erreichte Runde |
| --- | -------------------- | --------------- |
| 09. | Billie Jean King     | Viertelfinale   |
| 10. | Anne Smith           | Viertelfinale   |
| 11. | Andrea Leand         | 2. Runde        |
| 12. | Zina Garrison        | 1. Runde        |
| 13. | Evonne Cawley        | 2. Runde        |
| 14. | Rosalyn Fairbank     | Achtelfinale    |
| 15. | Claudia Kohde-Kilsch | Achtelfinale    |
| 16. | Helena Suková        | 1. Runde        |

## Herrendoppel

### Setzliste
| Nr. | Paarung                      | Erreichte Runde |
| --- | ---------------------------- | --------------- |
| 01. | Steve Denton Mark Edmondson  | Achtelfinale    |
| 02. | Peter Rennert Ferdi Taygan   | Halbfinale      |
| 03. | Fritz Buehning Johan Kriek   | Viertelfinale   |
| 04. | Tim Gullikson Bernie Mitton  | Halbfinale      |
| 05. | Andy Andrews John Sadri      | Finale          |
| 06. | Syd Ball Phil Dent           | Achtelfinale    |
| 07. | Rod Frawley Chris Lewis      | Achtelfinale    |
| 08. | Charles Strode Morris Strode | Viertelfinale   |

| Nr. | Paarung                         | Erreichte Runde |
| --- | ------------------------------- | --------------- |
| 09. | John Alexander John Fitzgerald  | Sieg            |
| 10. | William Maze Hank Pfister       | Viertelfinale   |
| 11. | Matt Mitchell Larry Stefanki    | 2. Runde        |
| 12. | Tim Mayotte Tim Wilkison        | 2. Runde        |
| 13. | Francisco González Víctor Pecci | 1. Runde        |
| 14. | John Lloyd Rick Meyer           | 2. Runde        |
| 15. | Mike Gandolfo Craig Miller      | Achtelfinale    |
| 16. | David Graham Laurie Warder      | 2. Runde        |

## Damendoppel

### Setzliste
| Nr. | Paarung                         | Erreichte Runde |
| --- | ------------------------------- | --------------- |
| 01. | Martina Navratilova Pam Shriver | Sieg            |
| 02. | Rosie Casals Wendy Turnbull     | Viertelfinale   |
| 03. | Barbara Potter Sharon Walsh     | Halbfinale      |
| 04. | Billie Jean King Anne Smith     | Halbfinale      |

| Nr. | Paarung                        | Erreichte Runde |
| --- | ------------------------------ | --------------- |
| 05. | Sue Barker Ann Kiyomura        | 1. Runde        |
| 06. | Leslie Allen Mima Jaušovec     | 1. Runde        |
| 07. | Candy Reynolds Paula Smith     | Viertelfinale   |
| 08. | Claudia Kohde-Kilsch Eva Pfaff | Finale          |

## Mixed
Zwischen 1970 und 1986 wurden keine Mixed-Wettbewerbe bei den Australian Open ausgetragen.